# Grabówko (powiat kościerski)
Grabówko (kasz. Grabówkò) – wieś kaszubska w Polsce położona na Pojezierzu Kaszubskim, w województwie pomorskim, w powiecie kościerskim, w gminie Nowa Karczma. 
| SIMC    | Nazwa    | Rodzaj    |
| ------- | -------- | --------- |
| 0167830 | Kamionka | część wsi |

Na południe od miejscowości znajduje się jezioro Psinko.
W latach 1975–1998 miejscowość należała administracyjnie do województwa gdańskiego.

## Nazwy źródłowe miejscowości
kasz. Nowé Grabòwò, niem. Neu Grabau